# If (canción de Janet Jackson)
«If» es una canción de la cantante estadounidense Janet Jackson de su quinto álbum de estudio, Janet (1993). Jackson coescribió y coprodujo «If» con Jimmy Jam y Terry Lewis, junto a Harvey Fuqua, John Bristol y Jackey Beavers quienes recibieron créditos como compositores por usar un sample de su composición «Someday We'll Be Together», interpretada por Diana Ross y The Supremes. «If» fue lanzada como segundo sencillo del álbum el 13 de julio de 1993 por Virgin Records. Fusiona varios géneros, incluido el rock, el trip hop y la música industrial, con elementos del new jack swing y el hip hop.